# Battaglia di La Coruña
La battaglia di La Coruña (talvolta detta anche battaglia di Coruna o battaglia di Elviña) venne combattuta il 16 gennaio 1809 davanti alla città di La Coruña, nella Spagna nord-occidentale, tra l'armata britannica del generale John Moore e l'esercito francese guidato dal maresciallo Nicolas Soult. Le truppe francesi attaccarono le posizioni difensive britanniche e al termine degli scontri occuparono il campo di battaglia e la città, ma i britannici, nonostante la morte dello stesso generale Moore e le dure perdite, contennero gli attacchi francesi, riuscirono ad evitare la totale distruzione ed a reimbarcarsi evacuando temporaneamente la penisola iberica.

## La Grande Armata in Spagna
Preceduta dalla grande insurrezione di Madrid del 2 maggio 1808, la sollevazione della Spagna contro l'occupazione francese era iniziata in giugno nelle Asturie, in Galizia e in Andalusia e si era quindi rapidamente diffusa con violenza in tutta la penisola iberica mettendo in grave difficoltà le truppe francesi disperse sul territorio. Sconfitti nella battaglia di Bailén e costretti ad evacuare il Portogallo dopo la convenzione di Sintra, i francesi avevano ripiegato precipitosamente sull'Ebro, evacuando Madrid e le altre regioni occupate, mentre a Lisbona si era radunato un corpo di spedizione britannico inviato in appoggio all'insurrezione spagnola.
Deciso a ristabilire la situazione, nel novembre del 1808 Napoleone in persona valicò i Pirenei alla testa di un grosso contingente della Grande Armée; con una serie di rapide manovre, l'imperatore sconfisse rapidamente le deboli e disorganizzate armate spagnole che non furono in grado di contrastare l'avanzata francese; il 4 dicembre Napoleone fece il suo ingresso a Madrid, mentre il maresciallo Nicolas Soult occupava con le sue truppe Burgos e proteggeva le comunicazioni dell'armata francese principale.

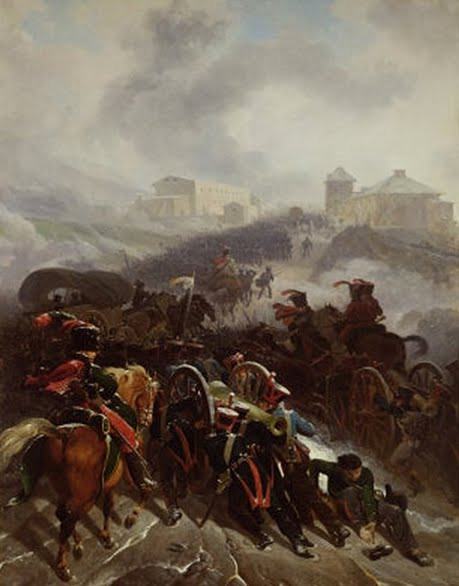
L'armata francese di Napoleone attraversa la Sierra di Guadarrama per cercare di accerchiare le truppe britanniche in ritirata.

Nel frattempo, dopo aver liberato il Portogallo dall'occupazione francese, il corpo di spedizione britannico passato al comando del generale John Moore si era concentrato in ritardo e si era messo in movimento lentamente senza poter intervenire subito in aiuto degli spagnoli. Informato delle sconfitte patite dalle armate spagnole, il 5 dicembre il generale britannico prese l'audace decisione di marciare in aiuto dell'alleato con il suo esercito di circa 30 000 soldati, senza sapere della presenza delle truppe francesi di Napoleone vicino alla capitale. L'armata britannica si diresse verso nord-est con l'obiettivo, dopo essersi congiunto con le truppe spagnole del marchese La Romana, appena sbarcate nelle Asturie, di attaccare di sorpresa le truppe francesi del maresciallo Soult a Burgos e minacciare le linee di comunicazione dell'armata principale di Napoleone.
L'imperatore venne informato il 18 dicembre dell'avvicinamento del corpo di spedizione britannico e subito progettò una manovra combinata a tenaglia; mentre il maresciallo Soult avrebbe trattenuto il nemico, egli sarebbe avanzato personalmente con il VI corpo del maresciallo Michel Ney e la Guardia imperiale alle spalle dei britannici risalendo la Sierra de Guadarrama. Dal 21 dicembre le forze francesi effettuarono l'attraversamento della Sierra in condizioni climatiche proibitive; sotto la neve, le truppe si disorganizzarono e diedero segno di indisciplina ed esasperazione. Napoleone intervenne personalmente e riuscì con molte difficoltà a far proseguire i suoi soldati che il 23 dicembre sbucarono fuori dal valico a Espinar. Nel frattempo, il 21 dicembre, le avanguardie di cavalleria britanniche erano entrate in contatto con i reparti del maresciallo Soult a Sahagún; il generale britannico venne informato solo il 24 dicembre, grazie ad un dispaccio catturato, della presenza dell'imperatore e dell'avanzata dei francesi alle sue spalle; egli decise subito di ripiegare verso nord-ovest per evitare di essere accerchiato.
Napoleone sollecitò al massimo le sue truppe per accelerare la marcia e intercettare la ritirata britannica; la pioggia e il fango ritardarono e disorganizzarono l'inseguimento del VI corpo e della Guardia imperiale; l'avanzata proseguì con grande difficoltà e i britannici non furono agganciati né ad Aquilar del Campo né a Valderas, mentre a Benavente un'avanguardia di cavalleria venne sorpresa e respinta il 30 dicembre dalla cavalleria nemica. Il 31 dicembre l'inseguimento proseguì oltre il fiume Esla, dopo il ricongiungimento con il II corpo del maresciallo Soult.
La ritirata attraverso le montagne gelate si rivelò una prova molto dura per l'armata britannica, che perse molti uomini a causa del freddo e della stanchezza; inoltre sorsero contrasti tra il generale Moore e il marchese La Romana che intendeva difendere Astorga; i britannici continuarono invece a ritirarsi e gli spagnoli rimasero isolati e subirono dure perdite a causa della cavalleria del maresciallo Soult che catturò 1 500 prigionieri a Foncebabon. Intanto la ritirata britannica proseguiva sempre più difficoltosa, un numero crescente di disertori e sbandati si trascinavano nelle retrovie dell'armata e venivano spesso catturati dalle colonne francesi all'inseguimento. Scartata una prima ipotesi di dirigersi su Vigo e di lì in Portogallo, Moore diede disposizioni perché venisse raccolta una flotta di navi da trasporto nel porto di La Coruña, da dove l'armata si sarebbe reimbarcata alla volta della Gran Bretagna.
Il 3 gennaio 1809 Napoleone, giunto ad Astorga dove ancora una volta non era stato possibile raggiungere i britannici, decise di cedere il comando al maresciallo Soult; le notizie appena giuntegli dei minacciosi preparativi di guerra dell'Austria e di oscuri intrighi a Parigi che sembravano minacciare la solidità del suo regime, imponevano all'imperatore di rientrare al più presto in Francia. Mentre Napoleone si recava a Valladolid da dove il 17 gennaio sarebbe partito per Parigi, il maresciallo Ney sarebbe rimasto ad Astorga con il VI corpo, la Guardia imperiale sarebbe ritornata a Benavente, mentre il maresciallo Soult con il II corpo avrebbe diretto l'ultima fase dell'inseguimento dell'armata britannica.
Il maresciallo Soult, avendo a disposizione solo circa 16 500 fanti e 3 500 cavalieri, condusse l'ultima fase della campagna con una certa prudenza; le operazioni francesi inoltre furono ostacolate anche dalle vaste distruzioni effettuate dai britannici durante la ritirata che ostacolarono il vettovagliamento delle truppe. A Cacabellos venne combattuta un'azione di retroguardia che costò altre perdite ai britannici, la cavalleria francese catturò circa 500 prigionieri, mentre il generale Moore dovette distruggere cinque cannoni e migliaia di fucili per impedire che cadessero in mano nemica. In un primo momento il comandante britannico progettò di organizzare una posizione difensiva a Lugo e combattere una battaglia di arresto, ma il 7 gennaio, mentre il maresciallo Soult attendeva di concentrare le sue forze disperse lungo le strade prima di attaccare, il generale Moore preferì riprendere la ritirata in direzione del porto di La Coruña.
L'11 gennaio 1809 l'armata britannica del generale Moore, stremata ma ancora coesa, arrivò finalmente a La Coruña; le truppe erano molto provate e mostravano segni di esaurimento; per facilitare le operazioni di evacuazione, i traini di artiglieria e i materiali ancora disponibili furono in gran parte distrutti o gettati in mare per impedirne la cattura. La sera del 14 gennaio arrivarono oltre cento navi da trasporto e dodici navi da guerra provenienti da Vigo e iniziarono subito gli imbarchi dei malati, dei cannoni e dei reggimenti di cavalleria che, considerati inadatti all'impiego sul terreno aspro, roccioso e irregolare, furono subito evacuati; essendo stati in maggioranza già sistematicamente abbattuti la maggior parte dei cavalli, ne rimanevano solo mille che furono caricati a bordo delle navi. Il 15 gennaio furono fatte esplodere dai britannici anche le grandi riserve di polvere da sparo disponibile nei depositi.
Il generale Moore era consapevole che avrebbe dovuto combattere prima di poter completare l'evacuazione; le truppe francesi del maresciallo Soult si stavano avvicinando dopo aver riparato il ponte a Burgo, e le divisioni del generale Mermet e del generale Merle avanzavano rapidamente verso le alture di Palavea. Con parte della sua armata già imbarcata, il generale Moore il mattino del 16 gennaio 1809 si recò sul campo dove aveva schierato le sue truppe; egli sperava di poter completare le operazioni di imbarco dei materiali e dei cavalli entro le ore 16.00.

## La battaglia

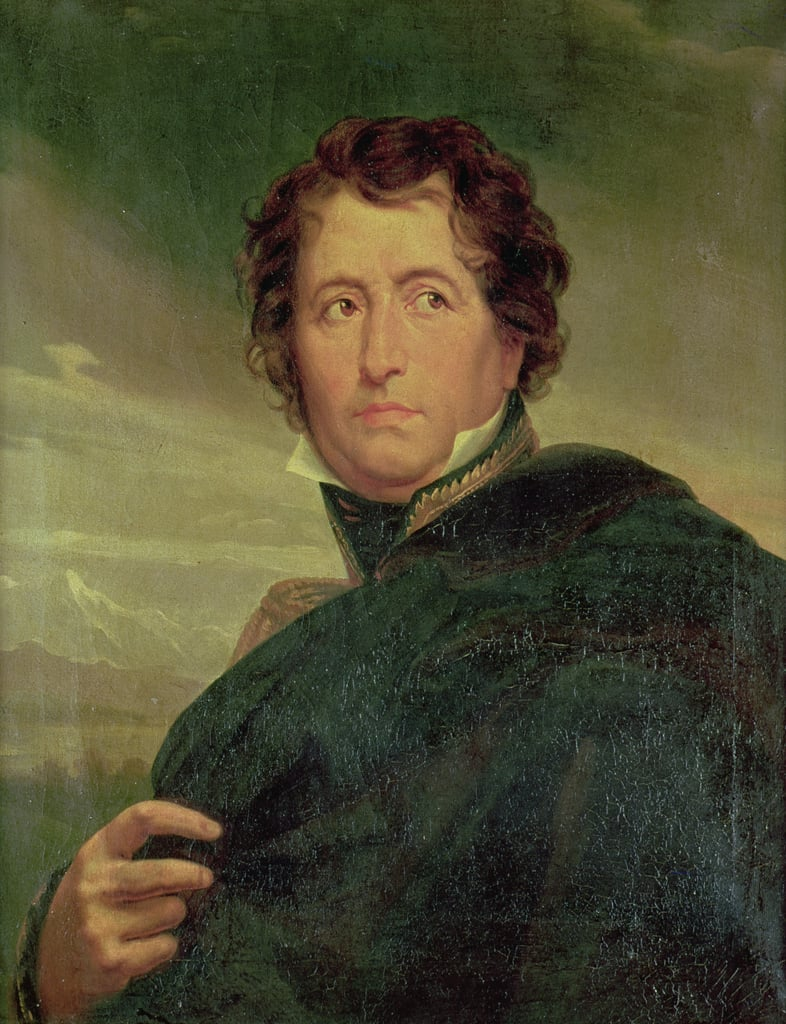
Il maresciallo Nicolas Soult, comandante delle truppe francesi.

La posizione difensiva assunta dal generale Moore era stabilita su una serie di colline, con al centro il piccolo villaggio di Elviña e separata dai francesi da un terreno aspro e irregolare; la divisione del generale Edward Paget era schierata sul fianco destro, la divisione del generale David Baird era al centro e la divisione del generale John Hope difendeva il fianco sinistro. Il generale Moore aveva completato l'imbarco della cavalleria e di gran parte dell'artiglieria, egli disponeva di soli nove cannoni, mentre aveva lasciato di riserva vicino al porto la divisione del generale Alexander Mackenzie-Fraser. Nel complesso le forze britanniche erano costituite da circa 15 000 soldati, mentre 3 000 feriti e malati erano stati già imbarcati. Per tutta la mattina del 16 gennaio i due eserciti si fronteggiarono rimanendo sulle proprie posizioni; quando ormai il generale Moore stava considerando l'idea di rientrare a La Coruña, verso le 14:00 i francesi iniziarono un pesante fuoco d'artiglieria, dando inizio alla battaglia.

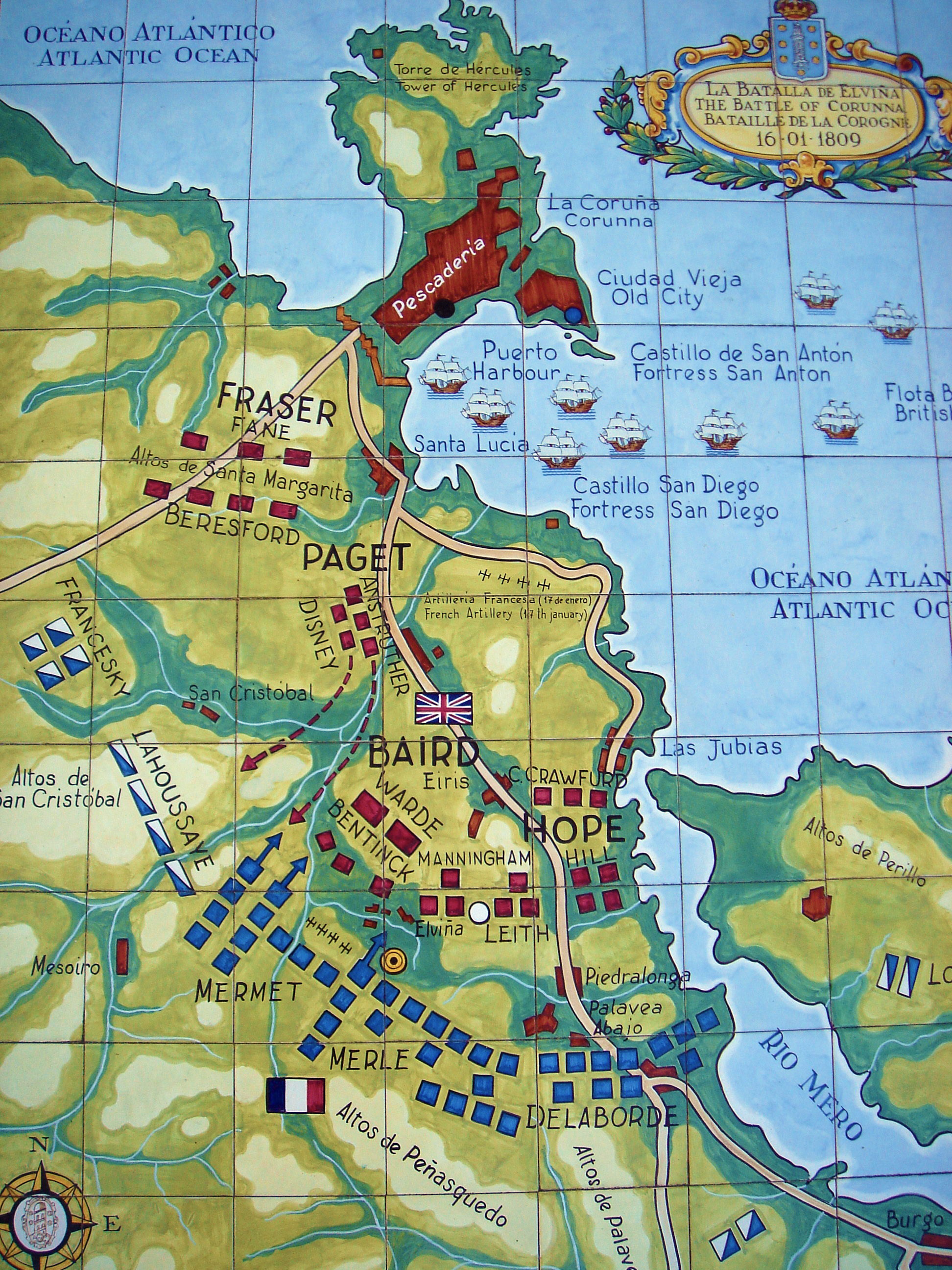
La posizione dei due eserciti all'inizio della battaglia.

Il maresciallo Soult, persuaso dalla vista nel porto delle navi britanniche e dall'esplosioni dei depositi di polvere da sparo, dell'imminente evacuazione del nemico, aveva deciso di attaccare subito. Il piano del maresciallo prevedeva di attaccare il centro e la sinistra dei britannici, mentre la sua ala sinistra avrebbe tentato un aggiramento della destra nemica per tagliargli la via di ritirata verso il porto. L'attacco principale sarebbe stato sferrato dalla divisione del generale Julien Mermet sull'ala sinistra in direzione del villaggio di Elviña, mentre al centro la divisione del generale Pierre Merle ed a destra la divisione del generale Henri-François Delaborde avrebbero condotto altri attacchi secondari per impegnare il nemico nei villaggi di Palavea e Piedralonga. La formazione di cavalleria del generale Jean Lorge era dietro la divisione Delaborde, il generale Armand Lebrun de La Houssaye avrebbe tentato di aggirare i britannici con la sua divisione di cavalleria, mentre il generale Jean Baptiste Franceschi guidava altra cavalleria a ovest di San Cristobal. Le forze del maresciallo Soult erano costituite da 12 000 fanti e 3 600 cavalieri; egli disponeva soprattutto di una potente artiglieria che tuttavia a causa della configurazione del terreno non poté essere impiegata tatticamente con efficacia.
Le manovre francesi furono rallentate dal terreno irregolare. Durante la mattinata il generale Delaborde aveva attraversato il piccolo fiume Mero, mentre le divisioni del generale Mermet e del generale Merle avevano risalito le pendici delle alture di Penasquedo; subito dopo anche i soldati del generale Delaborde si schierarono sulle alture di Palavea e posizionarono due cannoni che dalle ore 12.00 aprirono il fuoco contro le linee del generale Hope. Il maresciallo Soult decise di semplificare lo schemo tattico; prima fece aprire il fuoco con i cannoni pesanti schierati sulla sinistra del suo schieramento, e quindi fece discendere dalle alture la massa della sua fanteria, organizzata in tre colonne precedute da uno schermo di fanteria leggera in ordine sparso.
I Tirailleurs francesi, circa 480 soldati guidati dall'esperto generale Jardon, si sparpagliarono sul terreno e iniziarono a respingere gli avamposti britannici situati negli altipiani di Palavea e Penasquedo; subito dopo i fucilieri francesi decimarono un reparto del 5º reggimento che, guidato dal colonnello Mackenzie, aveva cercato di risalire il pendio di Piedralonga in direzione dei cannoni; molti soldati britannici furono colpiti, il colonnello fu ucciso e i superstiti si ritirarono.
Dalle ore 14.00 l'artiglieria francese concentrò il fuoco su Elviña per preparare l'attacco principale; i cannoni bersagliarono i ranghi britannici infliggendo pesanti perdite alle truppe schierate. Subito dopo due colonne francesi della divisione del generale Mermet attaccarono il villaggio e ne scacciarono le forze britanniche della brigata del generale Bentinck. I soldati francesi dopo essere penetrati dentro il villaggio continuarono ad avanzare sulle pendici del monte Mero. Per evitare un cedimento, il generale Baird, responsabile del settore, contrattaccò con il 42º Reggimento Highlanders ed il 50º Reggimento fanteria che, dopo aver aperto il fuoco, caricarono e riuscirono a respingere i francesi del 31º reggimento leggero giù dal pendio. Lo stesso generale Baird tuttavia venne ferito da una palla di cannone perdendo un braccio.

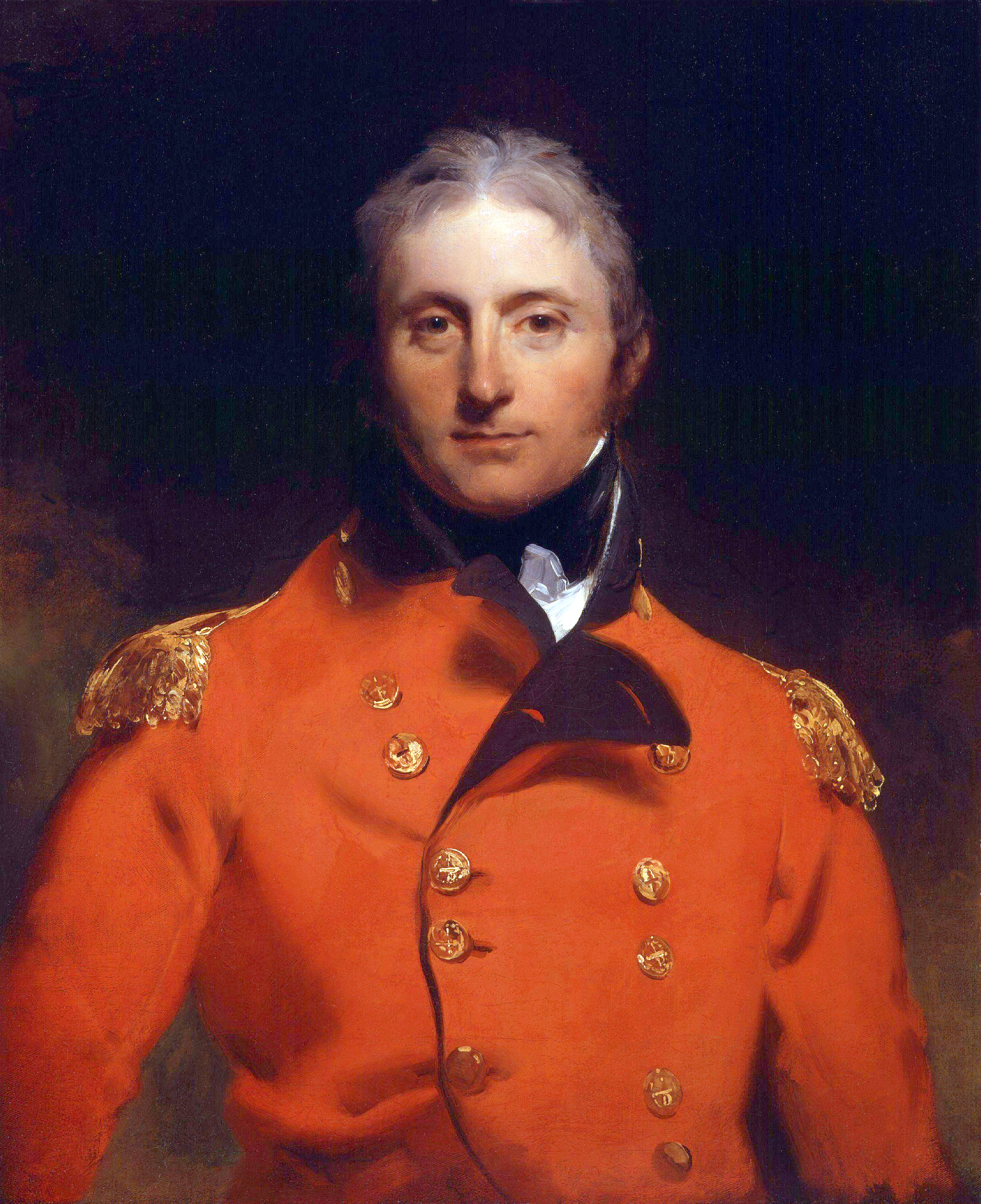
Il comandante in capo britannico, generale John Moore, che morì durante la battaglia.

Ben presto i soldati francesi superarono la crisi e ripresero ad attaccare; il 50º reggimento britannico fu messo in rotta e il 42° venne sottoposto ad una dura pressione; infine l'intervento di due battaglioni del 1º Reggimento Foot Guards che il generale Moore inviò di rinforzo, permise di riprendere il villaggio scacciandone di nuovo i francesi; mentre tentava di riorganizzare il 42°, tuttavia, il generale Moore stesso venne colpito al fianco sinistro da una palla di cannone, e venne trasportato via in gravi condizioni. Il generale morì poco dopo la fine della battaglia, e venne seppellito nei bastioni della città. Nel frattempo la battaglia per Elviña continuò fino alla sera; i francesi del generale Mermet ritornarono all'attacco, i reggimenti britannici subirono gravi perdite, il maggiore Napier, comandante del 50º reggimento venne ferito e catturato.
La divisione del generale Mermet venne rinforzata da una parte della divisione del generale Merle, e le due formazioni attaccarono il villaggio da sud e da est mettendo in difficoltà i britannici; fu necessario l'intervento di un altro battaglione del 1º Reggimento e di un battaglione dell'81º reggimento per stabilizzare la situazione a costo di gravi perdite. Nella serata il generale John Hope, che aveva assunto il comando al posto del generale Moore, inviò un altro battaglione e i francesi furono respinti; tuttavia alcune parti del villaggio di Elviña rimasero in mano delle truppe francesi.

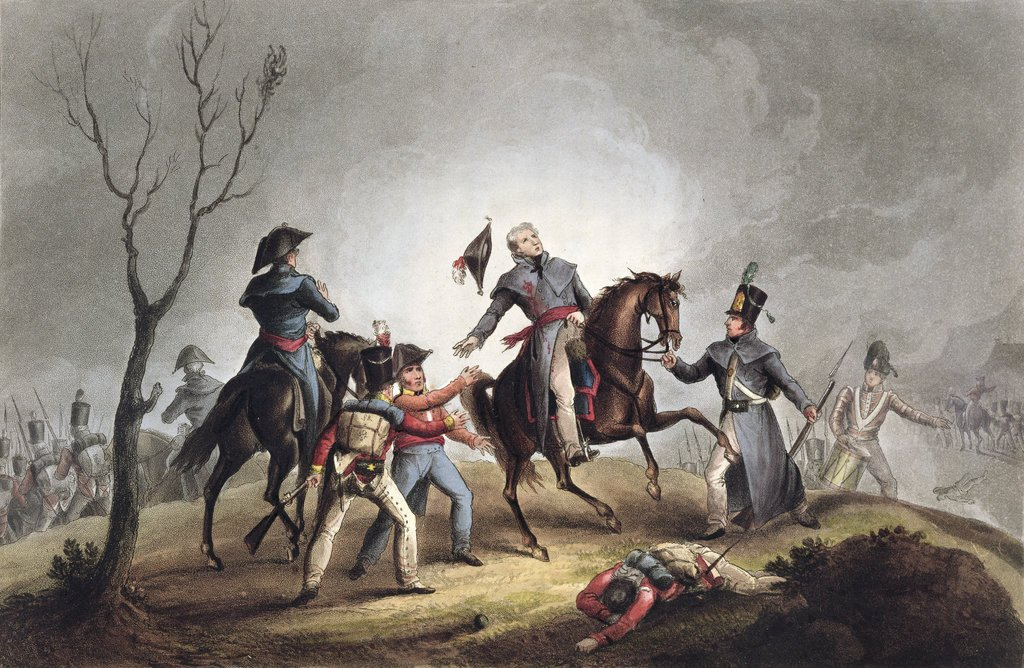
Il generale John Moore viene mortalmente ferito durante la battaglia.

Mentre si svolgeva lo scontro principale nella zona del villaggio di Elviña, altri combattimenti erano in corso sull'ala destra francese, tra i villaggi di Palavea e Piedralonga, e sulla sinistra, dove la cavalleria del generale La Houssaye cercò di aggirare l'ala destra britannica e di isolare le forze nemiche dal porto di La Coruña. L'ala destra britannica, aiutata dal terreno impervio, caratterizzato da dislivelli, recinzioni in muratura, crepacci, riuscì a respingere il tentativo di aggiramento messo in atto dalla cavalleria francese. Il generale Moore si era allarmato per questo pericolo e aveva inviato in rinforzo alla sua ala destra cinque battaglioni di fanteria della divisione del generale Paget, mentre il generale Mackenzie-Fraser occupava le alture di San Margarita per proteggere il porto. I cinque battaglioni britannici occuparono le pendici del Monte Mero mentre i cavalieri francesi cercavano di aprirsi un passaggio nel terreno irregolare e parzialmente recintato compreso tra Elviña e San Cristobal. Infine il generale La Houssaye decise di far smontare i suoi cavalieri che quindi affrontarono un inutile combattimento appiedato con le armi da fuoco contro la fanteria britannica schierata a difesa, senza riuscire ad avere la meglio.
Combattimenti secondari si svolsero anche sull'ala destra francese dove, dopo l'avanzata delle avanguardie nella vallata vicino al mare, le colonne di fanteria respinsero gli avamposti britannici fuori dal villaggio di Palavea. Alle ore 16.40 l'ala sinistra britannica venne attaccata in forze dai francesi della divisione del generale Delaborde che in un primo tempo riuscì ad entrare a Piedralonga dopo aver sloggiato il nemico; seguirono una serie di aspri scontri ravvicinati e l'avanzata francese venne bloccata. Dopo un attacco finale del generale Delaborde nel settore di Piedralonga alle ore 17.15, respinto dai britannici, i combattimenti in questa zona terminarono alle ore 18.00 senza risultati conclusivi.
La notte pose fine al combattimento; i francesi non aveva ottenuto successi decisivi, anche se tenevano alcune posizioni a Piedralonga ed Elviña; il generale Hope decise quindi di sfruttare l'oscurità per effettuare la manovra di ritirata finale verso il porto; i movimenti britannici ebbero inizio alle ore 22.00. Per mascherare la ritirata alcune retroguardie mantennero accesi i fuochi di bivacco sulle colline dove erano state stabilite le posizioni britanniche, mentre i reparti marciavano silenziosamente verso La Coruña. Durante tutta la notte i marinai delle navi da trasporto si prodigarono per affrettare l'evacuazione delle truppe; al mattino tutti i feriti e oltre metà dell'esercito britannico era stato imbarcato sulla flotta al largo di La Coruña. Alle ore 08.00 del mattino del 17 gennaio 1809, mentre continuavano le operazioni di evacuazione, i cannoni francesi aprirono il fuoco contro il porto; il maresciallo Soult aveva fatto muovere le sue truppe, che occuparono il campo di battaglia, e quindi aveva posizionato sulle alture le artiglierie per cercare di intralciare la ritirata nemica. Dalle colline sopra Forte San Diego i cannoni francesi colpirono i soldati della brigata del generale William Beresford che si stavano imbarcando.
A causa del fuoco dell'artiglieria francese le operazioni finali di evacuazione divennero difficili e confuse; almeno quattro navi da trasporto furono abbandonate dagli equipaggi, di cui tre furono incendiate; i soldati dovettero essere trasferiti su altre imbarcazioni, alcuni annegarono. Dopo la completa evacuazione del corpo di spedizione britannico, a La Coruña rimase solo la guarnigione spagnola del generale Alcedo che si batté validamente e si arrese solo il 20 gennaio.

## Conseguenze
Dopo la conclusione della battaglia di La Coruña il maresciallo Soult marciò rapidamente sul porto di El Ferrol; i francesi occuparono la base navale e catturarono otto vascelli, tre fregate, alcune centinaia di prigionieri, molti materiali di equipaggiamento e 20 000 fucili britannici. Ben presto Napoleone diresse il maresciallo Soult verso il Portogallo e il comandante francese in marzo iniziò l'invasione marciando su Porto che venne conquistata dopo una dura battaglia il 29 marzo 1809.
L'armata britannica era rientrata in Gran Bretagna tra il 21 e il 23 gennaio in condizioni deplorevoli; l'accoglienza non fu favorevole per un'armata che mostrava i segni della sconfitta. La breve campagna era costata 8 800 perdite e l'esercito britannico aveva dovuto distruggere i suoi magazzini e ritornare precipitosamente in patria dopo aver perso anche il proprio comandante; violente critiche si levarono in Parlamento e nell'opinione pubblica per il grave disastro. Si diffuse l'opinione che fosse impossibile mantenere un corpo di spedizione nella penisola iberica di fronte all'armata francese; lo stesso generale Moore era stato di questa opinione; in Portogallo era rimasto solo il debole contingente di 10 000 uomini del generale John Cradock.
In realtà il generale Moore, nonostante le difficoltà, era stato in grado di salvare gran parte del suo esercito e riportarlo in patria, dove avrebbe potuto essere riorganizzato per una seconda campagna nella penisola iberica. Fu il ministro della guerra Robert Castlereagh che prese l'audace decisione di inviare di nuovo in Portogallo le truppe ritornate in patria dopo la ritirata da La Coruña; egli aveva interpellato al riguardo il generale Arthur Wellesley che si mostrò fiducioso e convinto di poter resistere indefinitamente nella penisola iberica se gli fosse stato assegnato un corpo di spedizione di 30 000 soldati.
Il 22 aprile 1809, un corpo di spedizione britannico di 16 000 uomini sbarcò alla foce del Mondego al comando del generale Wellesley e, dopo essersi congiunto con le truppe del generale Cradock, iniziò una serie di riuscite operazioni per respingere l'avanzata francese in Portogallo. Il 12 maggio il maresciallo Soult sarebbe stato sorpreso e sconfitto nella seconda battaglia di Porto e da quel momento il generale Wellesley avrebbe combattuto con successo per oltre tre anni nella penisola iberica contrastando e sconfiggendo ripetutamente l'esercito francese.